# Никарагуанский паспорт
Паспорт гражданина Республики Никарагуа, никарагуанский паспорт (исп. Pasaporte nicaragüense) — паспорт, выдаваемый гражданам Никарагуа. По состоянию на 1 января 2017 года граждане Никарагуа имели безвизовый или визовый доступ по прибытии в 112 стран и территорий, что ставит никарагуанский паспорт на 46-е место по свободе путешествий (вместе с паспортом Маршалловых Островов) согласно индексу визовых ограничений Хенли.
Действующий паспорт Никарагуа имеет 89 элементов защиты, включая двумерные штрихкоды, голограммы и водяные знаки, и, как сообщается, является одним из наименее поддающихся подделке документов в мире.

## История
Как и все паспорта стран Центральной Америки, обложка темно-синего цвета с золотыми буквами, обозначающими официальное название страны на испанском языке; вверху слова Centroamérica, а посередине карта Центральной Америки, на которой заштрихована территория Никарагуа. Внизу текст, указывающий тип паспорта.
Паспорт состоит из 48 страниц. Его ширина составляет 124 мм, а высота — 86 мм.
Паспорта для лиц старше 16 лет действительны в течение десяти лет, а для лиц младше 16 лет — в течение пяти лет.
Для идентификации личности в паспорте предусмотрены:
- Фотография владельца паспорта
- Тип («P» для паспорта)
- Код страны
- Серийный номер паспорта
- Фамилия и имя владельца паспорта
- Гражданство
- Дата рождения (ДД. ММ. ГГГГ)
- Пол
- Место рождения
- Дата выдачи (ДД. ММ. ГГГГ)
- Подпись владельца паспорта
- Дата истечения срока (ДД. ММ. ГГГГ)
- Орган, выдавший документ